# Cansero
Cansero è una frazione del comune italiano di Cappella de' Picenardi.

## Storia
Cansero è un piccolo centro abitato di antica origine, appartenuto alla Provincia Inferiore del Contado di Cremona.
Nel 1786 passò alla nuova provincia di Bozzolo (poi detta di Casalmaggiore), per tornare alla provincia di Cremona nel 1791.
In età napoleonica (1810) il comune di Cansero fu soppresso ed aggregato a Cappella de' Picenardi; recuperò l'autonomia nel 1816, in seguito all'istituzione del Regno Lombardo-Veneto.
All'Unità d'Italia (1861) il comune di Cansero contava 154 abitanti. Nel 1867 venne aggregato a Cappella de' Picenardi.